# Université du Delaware
L’université du Delaware (UD) est une université américaine, la plus importante de l'État du Delaware. Le campus se trouve à Newark, mais l'université dispose d'établissements secondaires à Dover, Wilmington, Lewes et Georgetown. Elle accueille 16 000 étudiants du premier cycle universitaire et 3 500 pour les second et troisième cycles.
La première école, ancêtre de l'université, a été créée en 1743. Elle obtient le rang d'université en 1833.
En sport, les Fightin' Blue Hens du Delaware représentent l'université.

## Galerie

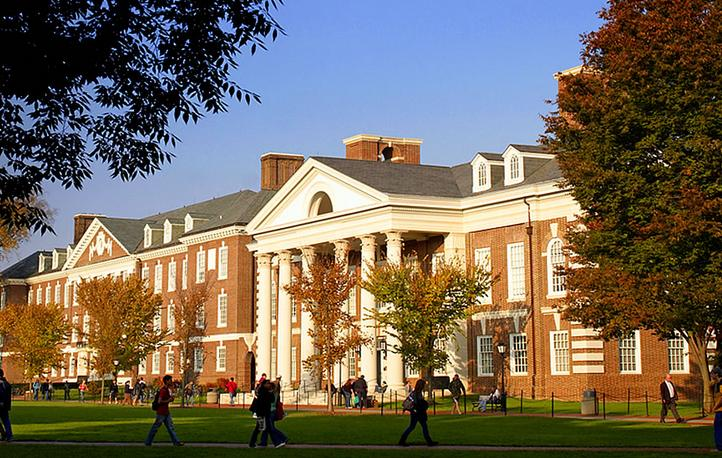
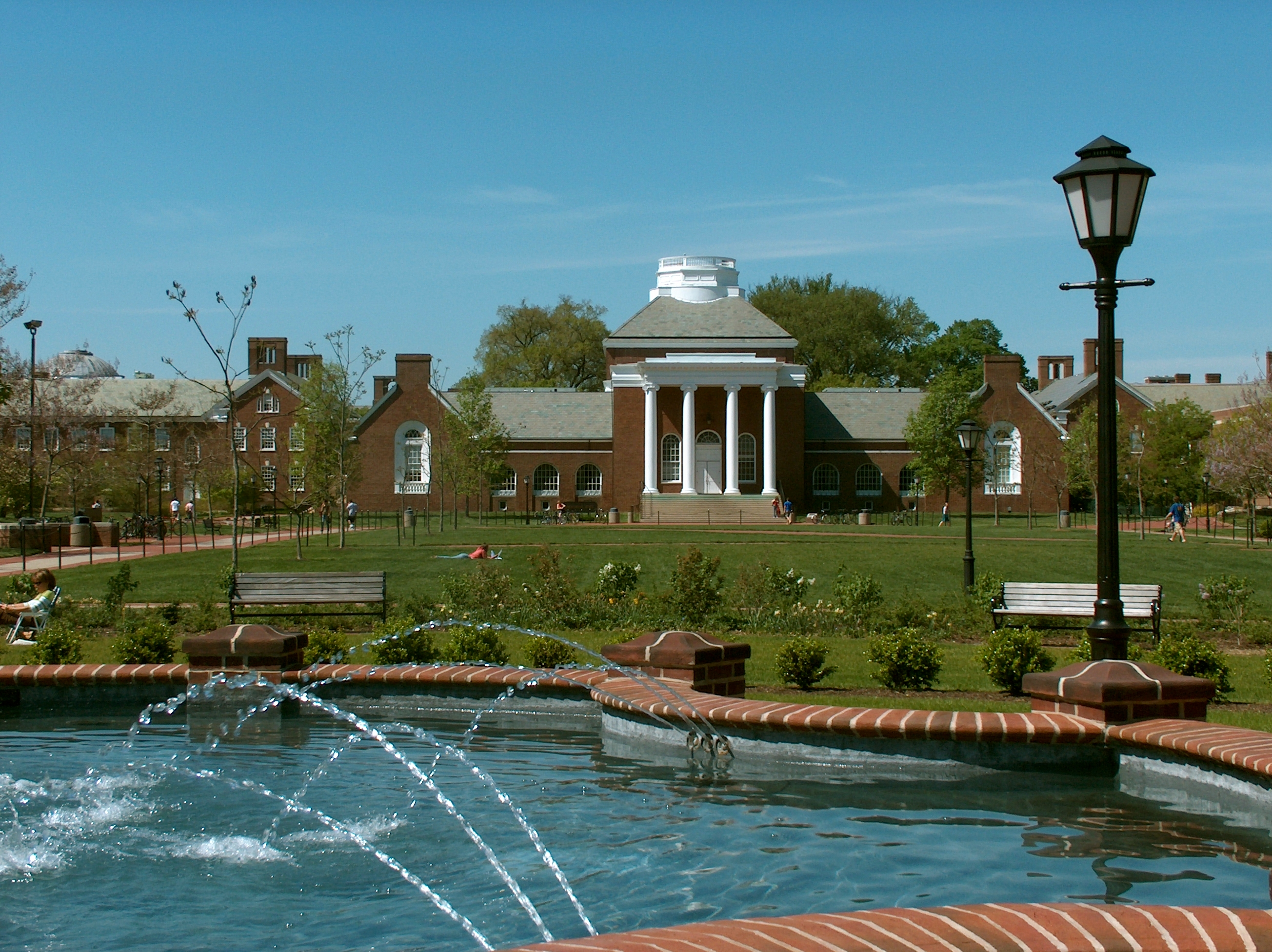
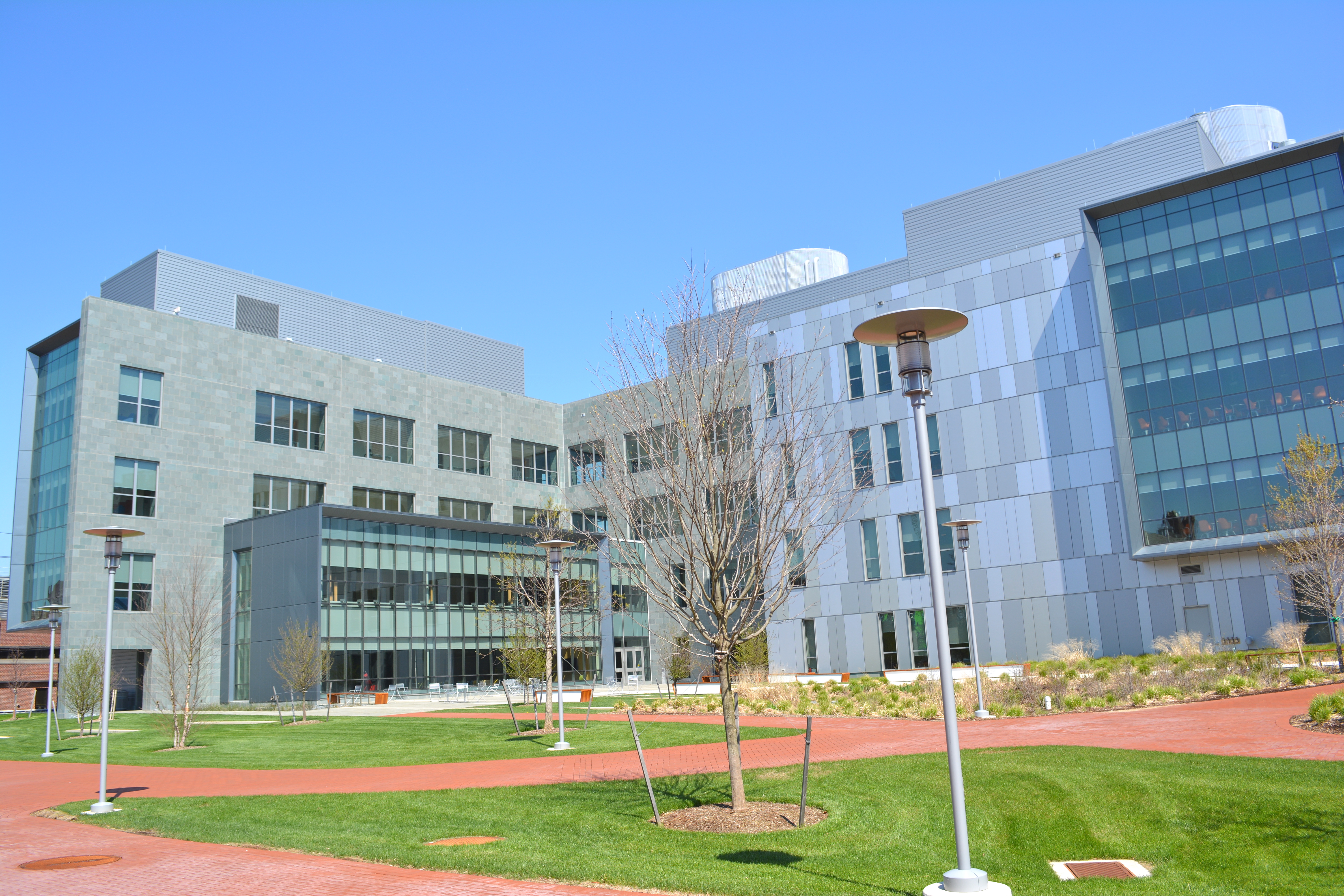
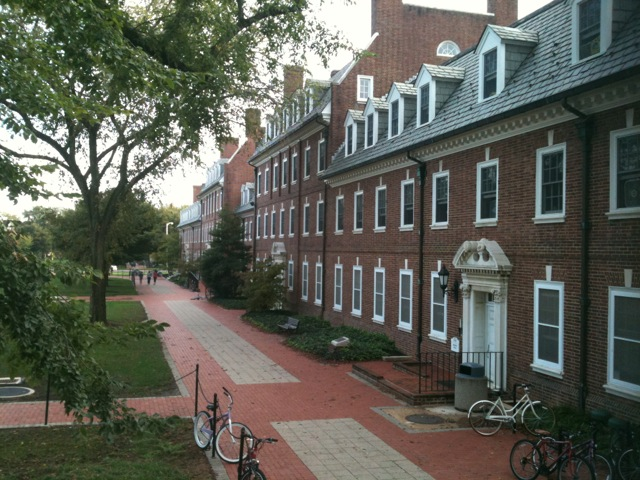
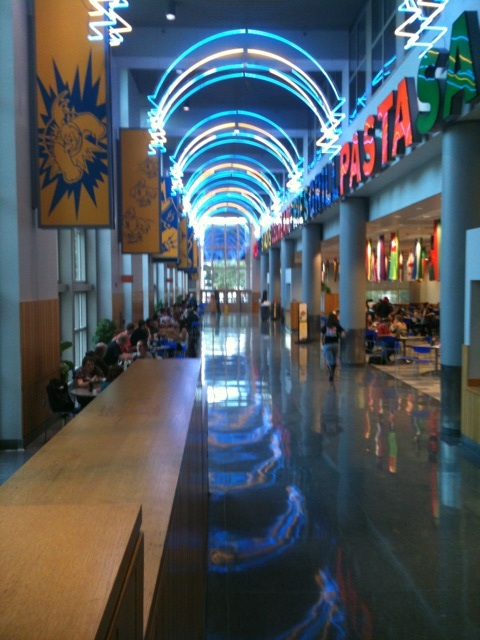